# Computerphysik
Computerphysik (englisch Computational Physics) ist ein Teilgebiet der Physik, das sich mit der Computersimulation physikalischer Prozesse beschäftigt. Weitere Bezeichnungen des Fachgebiets sind u. a. Computergestützte Physik, Numerische Physik, oder auch Physikinformatik. Computerphysik ist ein Teil des wissenschaftlichen Rechnens und umgekehrt. 
Als Grundlage dienen die Verfahren der numerischen Mathematik. Die Computerphysik befasst sich mit Methoden, welche die Ausgangsgleichungen, die ein physikalisches System beschreiben, numerisch oder algebraisch mit dem Computer lösen oder auch mit der Simulation von Regelsystemen, was die Aufstellung von Gleichungen erübrigt. Aufgrund vergleichbarer Verfahren existiert eine enge Beziehung zur Computerchemie, wodurch sie sich sehr stark gegenseitig beeinflussen.
Werden in einer Software (auch genannt Codes) mehrere Simulationen (Modelle) kombiniert, spricht man umgangssprachlich auch von „Multiphysik“.

## Geschichte
Die Anfänge der Fachdisziplin hängen stark mit der Entwicklung von Rechenmaschinen (heute: Computern) ab den 1940er Jahren zusammen. In kurzer Zeit wurden Vakuumröhren-basierte Rechner wie bspw. die Britischen Rechner „Manchester Baby“ oder Colossus zügig durch elektronische Rechner ersetzt. Die ersten Ansätze für physikalische Berechnungen und Simulation fanden im Verlauf des Zweiten Weltkriegs als Teil des Manhattan-Projekts bspw. auf der Maschine ENIAC statt. Seither findet ein rasanter Fortschritt bei der Rechentechnik, -leistung und auch bei der Entwicklung der physikalischen Lösungsmethoden statt. Die Fachzeitschrift Computer Physics Communications (CPC) feiert im Jahr 2020 ihr 50-jähriges Bestehen. Einige Hersteller, wie Bull, Cray, oder IBM sind spezialisiert auf wissenschaftliches Rechnen. Die meisten Großforschungslabors betreiben eine Großcomputeranlage. Viele der Maschinen aus dem Bereich Hochleistungsrechnen werden für Computerphysik u. a. verwendet. Die Benutzer teilen sich dabei die freie Rechenzeit. Eines der bekanntesten Forschungsnetzwerke in dem Bereich ist das Centre Européen de Calcul Atomique et Moléculaire (CECAM), welches seit 1967 die Entwicklung begleitet.
Der Nobelpreis in Chemie ging 1998 an Walter Kohn "für die Entwicklung der Dichtefunktionaltheorie" und an John A. Pople für seine Beiträge zur "Entwicklung von computergestützten Methoden in der Quantenchemie".
Computerphysik ist heutzutage Grundbestandteil der modernen Physik. Beispielsweise konnten Forscher durch computergestützte Simulation die Kernfusion durch Trägheitsfusion unterstützen.
An die Computerphysik angrenzende Wissenschaften sind bspw. die Materialwissenschaften, Quanteninformatik oder auch Bioinformatik.

## Arbeitsweise
Die computergestützte Physik untersucht physikalische Probleme, die sich in der Regel zwar mit Gleichungen beschreiben lassen, deren Lösung sich aber nicht direkt in einer geschlossenen Formel berechnen lassen. Solche geschlossenen Lösungen existieren nur für sehr wenige idealisierte Systeme wie z. B. Keplerproblem, Wasserstoffatom oder zweidimensionales Ising-Modell.
Grundlage jeder Simulation ist ein Modell, das die Wirklichkeit im Rahmen gewisser Näherungen beschreibt. Der Computer dient zur Realisierung des modellierten Systems und zur Messung physikalischer Größen sowie zur Bestimmung der Auswirkungen der Modellparameter. Computergestützte Physik umfasst ggf. auch die Anpassung der Soft- und Hardware an das zu lösende Problem.
Das Spektrum der benötigten Rechenressourcen reicht von einigen Millisekunden auf einfachen PCs bis zu monatelangen Rechnungen auf Großrechnern und Supercomputern.

## Mathematische Problemtypen
Viele Computersimulationen physikalischer Systeme lassen sich auf die Lösung der folgenden mathematischen Probleme zurückführen:
- Lösung von Differentialgleichungen oder Integro-Differentialgleichung
- Lösung von Eigenwert- und Eigenvektor-Problemen
- Lineare Algebra, darunter verschiedene Matrizenoperationen, z. B. Matrixinvertierung
- Berechnung von Integralen

## Modellierungs- und Simulations-Methoden
Zu den gängigsten Methoden der computergestützten Physik zählen:
- Dichtefunktionaltheorie (DFT)
- Finite-Differenzen-Methode (FD)
- Finite-Elemente-Methode (FEM)
- Finite-Volumen-Methode (FVM)
- Molekulardynamik (MD)
- Monte-Carlo-Simulation (MC), z. B. mittels des Metropolisalgorithmus
- Spektralmethode

## Anwendungsgebiete

Animation der Lösung der Wärmeleitungsgleichung in zwei Dimensionen.

Computergestützte Physik wird inzwischen zur Forschung in nahezu allen Teilgebieten der Physik eingesetzt:
- Astrophysik und Kosmologie, z. B. bei der Entstehung des Universums
- Biophysik, z. B. bei der Simulation von Proteinfaltungen
- Festkörperphysik, z. B. bei Phasenübergängen
- Meteorologie und Klimatologie, z. B. bei Wetter- und Klimasimulationen
- Neutronen- oder allg. Transportphänomene, z. B. für Kernreaktoren
- Strömungsmechanik, z. B. bei Simulationen des Luftwiderstandes
- Plasmaphysik, Kernfusion, Kernphysik, Kernreaktionen, Atomphysik
- Quantenfeldtheorie / Gittereichtheorie, z. B. bei der Gitterchromodynamik zur Erforschung der starken Wechselwirkung
- Statistische Physik, z. B. beim Ising- oder XY-Modell
- Thermodynamik, z. B. Systeme der kondensierten Materie

Aus den oben genannten Bereichen existieren dann Software-Applikationen.

## Programmiersprachen
Die bekanntesten Programmiersprachen für physikalische Probleme sind Fortran, C, C++, und mittlerweile auch Python. Bekannte Sprachen, Schnittstellen, oder Software zum parallelisieren sind z. B. OpenMP, Message Passing Interface (MPI) oder das CUDA-Framework, welches die Auslagerung von Rechenoperationen auf GPUs des Herstellers NVIDIA ermöglicht.
Zur Visualisierung, bzw. graphischen Darstellung der Ergebnisse, werden VisIt, VTK, Origin, Gnuplot und viele Andere verwendet.
Zu den bekanntesten Hochsprachen und Software-Werkzeugen werden MATLAB, Maple und Mathematica gezählt. Von Unternehmen existieren kommerzielle Software-Applikationen wie z. B. von ANSYS, COMSOL Multiphysics oder Dassault Systèmes.
Bekannte Codes sind z. B. Vienna Ab initio Simulation Package (VASP), GAUSSIAN, CASTEP usw. 

### Lehrbücher
- Franz J. Vesely, Computational Physics – An Introduction, Kluwer Academic/Plenum Publishers, New York-London 2001, ISBN 0-306-46631-7
- Nicholas J. Giordano, Hisao Nakanishi: Computational Physics. 2. Auflage. Pearson, Upper Saddle River 2006, ISBN 978-0-13-146990-7 (englisch, purdue.edu). (Fortran; Matlab)
- Alexander K Hartmann: Big Practical Guide to Computer Simulations. 2. Auflage. WORLD SCIENTIFIC, 2015, ISBN 978-981-4571-76-0, doi:10.1142/9019 (englisch).
- Simon Širca, Martin Horvat: Computational Methods in Physics (= Graduate Texts in Physics). Springer International Publishing, Cham 2018, ISBN 978-3-319-78618-6, doi:10.1007/978-3-319-78619-3.
- Stefan Gerlach: Computerphysik: Einführung, Beispiele und Anwendungen. 2. Auflage. Springer Spektrum, Berlin, Heidelberg 2019, ISBN 978-3-662-59245-8 (290 S.).
- Harald Wiedemann: Numerische Physik. Ausgewählte Beispiele der Theoretischen Physik mit C++. 2. Auflage. Springer Spektrum, Berlin 2019, ISBN 978-3-662-58185-8.

### Ältere Werke
- Steven E. Koonin, Dawn Meredith: Computational Physics. Addison-Wesley, Reading, Mass 1990, ISBN 978-0-201-12779-9 (archive.org).
- Paul L. DeVries: Computerphysik: Grundlagen Methoden Übungen. Spektrum Akad. Verl., Heidelberg, Berlin, Oxford 1995, ISBN 3-86025-336-0 (432 S.). (1. Auflage: Fortran, 2. Auflage: Matlab)
- Bücher aus der ehemaligen, mehrbändigen Reihe Computational Methods in Physics (ca. 1970er; Academic Press; Hrsg.: Bernie Alder)